# Campionato Paulista 2009
Il  Campionato Paulista 2009 è la 108ª edizione della massima serie calcistica dello stato di San Paolo. Il campionato è cominciato il 16 gennaio ed è finito il 2 maggio, ed è stato vinto dal Corinthians.

## Formula
Le 20 squadre sono inserite in un girone all'italiana e si affrontano in gare di sola andata. Le prime quattro squadre classificate approdano ai playoff che si disputano in gare di andata e ritorno (in caso di parità fa fede la posizione di classifica). Le ultime quattro squadre classificate vengono retrocesse nella Serie A2

## Classifica
| 1  | Palmeiras      | 44 | 19 | 13 | 5 | 1  | 38 | 17 | 21  |
| 2  | São Paulo      | 40 | 19 | 12 | 4 | 3  | 33 | 17 | 16  |
| 3  | Corinthians    | 39 | 19 | 10 | 9 | 0  | 33 | 15 | 18  |
| 4  | Santos         | 37 | 19 | 11 | 4 | 4  | 28 | 17 | 11  |
| 5  | Portuguesa     | 37 | 19 | 11 | 4 | 4  | 27 | 17 | 10  |
| 6  | Santo André    | 33 | 19 | 10 | 3 | 6  | 31 | 20 | 11  |
| 7  | Mirassol       | 28 | 19 | 7  | 7 | 5  | 34 | 32 | 2   |
| 8  | Grêmio Barueri | 27 | 19 | 7  | 6 | 6  | 29 | 27 | 2   |
| 9  | Ponte Preta    | 24 | 19 | 6  | 6 | 7  | 31 | 31 | 0   |
| 10 | Bragantino     | 23 | 19 | 6  | 5 | 8  | 34 | 30 | 4   |
| 11 | São Caetano    | 22 | 19 | 6  | 4 | 9  | 24 | 30 | -6  |
| 12 | Paulista       | 20 | 19 | 5  | 5 | 9  | 26 | 28 | -2  |
| 13 | Ituano         | 20 | 19 | 5  | 5 | 9  | 20 | 30 | -10 |
| 14 | Oeste          | 20 | 19 | 4  | 8 | 7  | 22 | 27 | -5  |
| 15 | Botafogo       | 19 | 19 | 5  | 4 | 10 | 27 | 35 | -8  |
| 16 | Mogi Mirim     | 19 | 19 | 5  | 4 | 10 | 22 | 36 | -14 |
| 17 | Guaratinguetá  | 19 | 19 | 4  | 7 | 8  | 28 | 33 | -5  |
| 18 | Marília        | 18 | 19 | 4  | 6 | 9  | 26 | 39 | -13 |
| 19 | Guarani        | 14 | 19 | 3  | 5 | 10 | 12 | 27 | -15 |
| 20 | Noroeste       | 14 | 19 | 3  | 5 | 11 | 18 | 35 | -17 |

|  |                                        |
|  | Qualificato alle semifinali            |
|  | Classificato al Campeonato do Interior |
|  | Retrocessi in Série A-2                |

## Fase a eliminazione diretta

### Semifinali
Partite di andata: 11 e 12 aprile

Partite di ritorno: 18 e 19 aprile
| Squadra 1 | Risultato | Squadra 2   | andata | ritorno |
| --------- | --------- | ----------- | ------ | ------- |
| Palmeiras | 2-4       | Santos      | 1-2    | 1-2     |
| San Paolo | 1-4       | Corinthians | 1-2    | 0-2     |

### Finale
Partita di andata: 26 aprile

Partita di ritorno: 3 maggio
| Squadra 1   | Risultato | Squadra 2 | andata | ritorno |
| ----------- | --------- | --------- | ------ | ------- |
| Corinthians | 4-2       | Santos    | 3-1    | 1-1     |